# Jan Kromkamp
Jan Kromkamp (Makkinga, 17 de agosto de 1980) é um futebolista dos Países Baixos que atua como lateral direito. Começou sua carreira no PSV Eindhoven, da Países Baixos, em 2000, se transferindo em 2004 para o Villarreal C. F., da Espanha. Em 2006, se transferiu para o Liverpool FC, da Inglaterra. Teve participação na Copa do Mundo de 2006.